# Diadegma agens
Diadegma agens là một loài tò vò trong họ Ichneumonidae.